# Ignorance Is Bliss (Face to Face)
Ignorance is Bliss è un album del gruppo skate punk Face to Face pubblicato nel 1999 dalla Beyond Records.

## Tracce
1. Overcome – 3:16
2. In Harm's Way – 4:24
3. Burden – 4:17
4. Everyone Hates a Know-It-All – 3:07
5. Heart of Hearts – 4:00
6. Prodigal – 5:13
7. Nearly Impossible – 5:20
8. I Know What You Are – 4:10
9. The Devil You Know (God Is a Man) – 3:38
10. Pathetic – 3:13
11. Lost – 4:14
12. Run in Circles – 3:50
13. Maybe Next Time – 3:52

## Formazione
- Trever Keith - voce - chitarra
- Chad Yaro - chitarra
- Scott Shiflett - basso
- Pete Parada - batteria